# Современное
«Современное» — стиxoтворение Ф. И. Тютчева, опубликованное в газете «Голос» 15 (27) октября 1869 года. Поэт подчёркивает фактический союз римского католицизма, западноевропейских государств и ислама в борьбе с православными славянами, «карнавальное единение» мусульманского Востока и Запада, губительное для «миллионов христиан».

## Автограф, публикация и датировка
Автограф находится в РГАЛИ (фонд 427, опись 1, единица хранения 986 (1), лист 89—90 об., собрание С. А. Рачинского).
Автограф содержит одно исправление, замену в восьмой строке слов «Правоверный падишах» на «Благодушный падишах». Необычная пунктуация включала:
- тире в концах 4-й, 5-й, 17-й, 18-й, 34-й, 38-й, 40-й, 42-й, 43-й и 48-й строк;
- запятые в концах 14-й и 15-й строк;
- отсутствие знаков препинания в концах 29-й и 35-й строк и во всей 49-й строке («Только там, где тени бродят»);
- запятую после слова «каким» (а не до него) в 31-й строке («О, каким отрадным светом…»).

Почти все строфы завершаются многоточием.
При первой публикации в «Голосе» (15 октября 1869 года, № 285. С. 2) была допущена опечатка «при криках исступленных» вместо «при кликах исступленных»; текст стихотворения предварялся словами «Готовящееся торжество открытия Суэцкого канала (помимо важности самого предприятия) начинает понемногу открывать свою комическую сторону, о которой говорят и наши корреспонденты, и известия иностранных газет. Но в обстоятельствах, сопровождающих это событие, есть и другая сторона, так сказать трагическая».
Традиционная датировка первой половиной октября 1869 года основана на времени описанных событий и дате первой публикации.

## Оценка стихотворения
И. С. Аксаков считал стихотворение «прекрасным». Р. Г. Лейбов, однако, относит стихотворение ко «второму тому» Тютчева, используя классификацию Давида Самойлова (согласно Самойлову, Тютчев написал два тома стихотворений, один том — хороших, и один — плохих).

## Исторический контекст
Стихотворение связано со строительством Суэцкого канала, хотя сам канал никак не упомянут, а действие перенесено из Порт-Саида, где и праздновалось открытие канала, в «Цареград» (Константинополь).
Строительство канала считалось торжеством французской дипломатии, которая поддерживала Египет — тогда вассала Османской империи — против сюзерена, и победой Франции над Великобританией (которая с большинством других стран, включая Россию, поддерживала в этом вопросе Турцию). «Московские ведомости» 17 октября 1869 года приводили сообщение от 7 (19) октября из Константинополя: «Отныне уже можно считать Египет как бы потерянным для Турции. Замечанье султана, что вице-король не имел права приглашать к себе коронованных особ без предварительного на то разрешения территориального властителя, не помешало однако императрице Французов отправиться в Египет».
Участие России в «съезде князей» (кроме французского императора и императрицы, Порт-Саид также посетил — без разрешения султана — австрийский император) было минимальным: на церемонии не присутствовал даже российский посол в Египте генерал-адъютант Игнатьев. «Московские ведомости» 6 ноября 1869 года отмечали мусульманско-католическое объединение: «Кроме христианского, по римско-католическому обряду молебствия, при открытии канала было также и мусульманское».

## Анализ
Стихотворение написано нечастым для политической лирики Тютчева четырёхстопным хореем.
Стихотворение проникнуто глубокой иронией, созданной с помощью не только лексики и фразеологии, но и через смену точек зрения: первая часть стихотворения описывает происходящее от имени участников действия, с их точки зрения применённые эпитеты не являются ироническими, в конце стихотворения, с характерной для Тютчева двухчастностью, вступает голос автора.
По мнению Р. Г. Лейбова, вся политическая лирика Тютчева написана в жанре пророчества; в данном случае это пророчество о настоящем (раскрытие подлинного смысла современного события, скрытого от непосвященных).

## Образы и ассоциации
Р. Г. Лейбов сообщает, в частности, о следующих аллюзиях:
- съезд князей, намекая о событиях древнерусской истории, подчёркивает отнюдь не дружеские отношения между собравшимися;
- Рима дочь (императрица Евгения) подчёркивает не только глубокий католицизм императрицы, но и активирует имперские ассоциации (Евгения была весьма влиятельным во Второй Империи политиком);
- Клеопатра вызывает ассоциации одновременно с существовавшим в Древнем Египте, хотя и не во время правления Клеопатры, Суэцком канале и о классическом культурном архетипе «заморской жены» (Клеопатра / Цезарь). Скандальная репутация Клеопатры в сочетании с упоминанием гаремов наводит на мысль о Содоме;
- стих «И всех ярче и милее» содержит параллели с пушкинской «Сказкой о мертвой царевне» с её противопоставлением царицы-колдуньи и невинной жертвы (которой в последних строфах оказываются страдающие под мусульманским игом христиане).

Р. Г. Лейбов отмечает, что слово «христиане» у Тютчева встречается лишь дважды, при этом лишь в этом стихотворении используется для обозначения исключительно православных; другое употребление («Настал конец жестоких испытаний, Настал конец неизреченных мук. Ликуйте, христиане!») выражает общность России и Европы.

## В литературоведении
Тынянов в статье «О литературной эволюции» приводит строку «Пушек гром и мусики́я!» как иллюстрацию использования архаизмов для достижения иронического эффекта в русской поэзии.